# Lijst van dialecten van de wereld - H
Deze lijst van dialecten is zeker niet compleet en de aanduiding 'dialect' zal voor diverse van de genoemde variëteiten zeker omstreden zijn. De lijst bevat in principe alleen variëteiten die nauwelijks standaardisatie hebben ondergaan. Ze zijn geordend onder een kop die ofwel redelijk adequaat de genoemde subvariëteiten omvat, ofwel de naam is van de standaardtaal die door de dialectsprekers als lingua franca wordt gehanteerd.
Zie voor achtergronden over de schakeringen van de taal-dialectrelatie de lemma's variëteit (taalkunde), taal, dialect, streektaal, standaardtaal, dialectcontinuüm, taalfamilie.

## Hadiyya
Leemo - Soro

## Haïtiaans Creools Frans
Fablas - Plateau-Haïtiaans Creools

## Hakö
Lontes

## Haigwai
Kapulika - Naura

## Halia
Hanahaans - Hangaans - Selau - Touloun

## Halh Mongolisch
Dariganga - Halh - Khotogoit - Sartul - Tsongol

## Hanon
Aravia - Kurur - Ratsua

## Hanunoo
Binli - Bulalakawnon - Gubatnon - Kagankaans - Waigaans - Wawaans

## Haruku
Hulaliu - Kailolo - Pelauw - Rohomoni

## Hausa
Adarawa - Arewa - Gobirawa - Hadejiya - Kano - Katagum - Katsina - Kebbawa - Sokoto - Zamfarawa

## Hebreeuws
Oostelijk Hebreeuws - Standaard Hebreeuws

## Helong
Helong Darat - Helong Pulau

## Hértevin
Eigenlijk Hértevin - Jinet - Umraya

## Hiligaynon
Bantayaans - Hiligaynon - Kawayaans

## Hitu
Hila - Hitu - Mamala - Morela - Wakal

## Ho
Chaibasa-Thakurmunda - Lohara

## Holma
Bali Holma - Da Holmaci

## Hote
Hote - Misim

## Hovongaans
Hovongaans - Semukung Uheng

## Hre
Creq - Hre - Rabah

## Huba
Luwa

## Huilliche
Tsesungún

## Hulaulá
Kerend - Sanandaj - Saqiz - Suleimaniya

## Hung
Phong - Toum
A · B · C · D · E · F · G · H · I · J · K · L · M · N · O · P · Q · R · S · T · U · V · W · Y · Z